# Щ
Cette page contient des caractères spéciaux ou non latins. S’ils s’affichent mal (▯, ?, etc.), consultez la page d’aide Unicode.

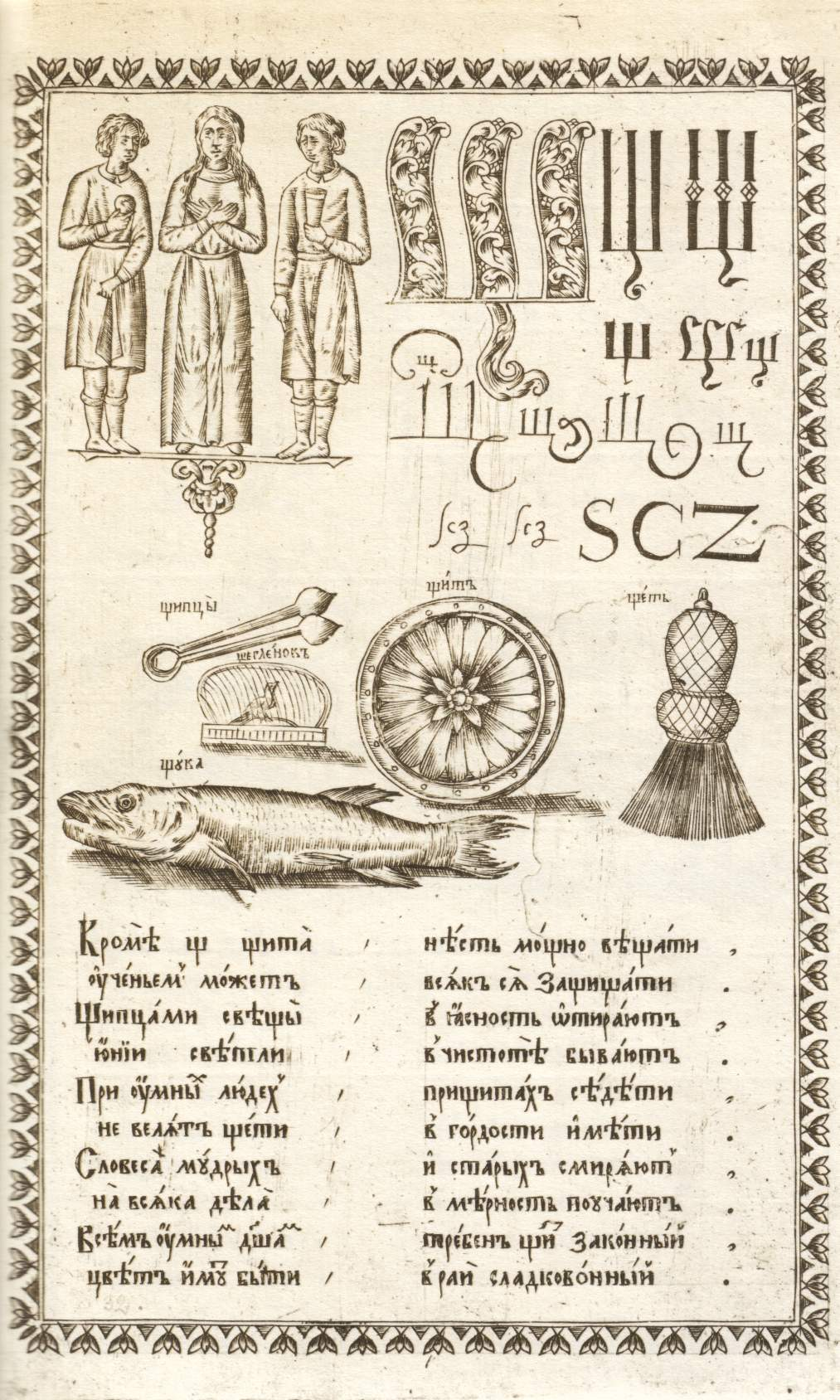
Les formes du chtcha dans l’Alphabet de Karion Istomin de 1694.

Chtcha (capitale Щ, minuscule щ) est une lettre de l'alphabet cyrillique.

## Linguistique
- En russe, cette lettre représente les sons /ɕ(ː)/ et est parfois considérée comme [ʃʲː].
- En ukrainien, /ʃt͡ʃ/ ou /ʃʲt͡ʃʲ/
- En bulgare, /ʃt/.

Cette lettre est parmi les moins aisées à transcrire en alphabet latin. Elle peut être transcrite à partir du russe : en linguistique par « šč », en espéranto par « ŝĉ », en anglais par « shch » (soit quatre lettres latines pour une seule lettre cyrillique), en français par « chtch » (soit cinq lettres latines pour une seule lettre cyrillique), et en allemand par « schtsch » (soit sept !). Cette lettre correspond également en polonais à la série « szcz » (comme pour Szczecin, transcrit en russe : Щецин).
La norme ISO 9 (de 1995) translittère (de façon bijective) ce caractère cyrillique par le caractère latin unique ŝ (s accent circonflexe).

## Histoire
La lettre Щ provient de la lettre glagolitique chta ‹ Ⱋ ›, et sa forme originale avec la barre inférieure centrée dérive d’une ligature des lettres cha ‹ Ш › et ta ‹ Т ›.

## Représentation informatique
Le chtcha peut être représenté avec les caractères Unicode suivants :
| formes    | représentations | chaînes de caractères | points de code | descriptions                       |
| --------- | --------------- | --------------------- | -------------- | ---------------------------------- |
| capitale  | Щ               | Щ                     | U+0429         | lettre majuscule cyrillique chtcha |
| minuscule | щ               | щ                     | U+0449         | lettre minuscule cyrillique chtcha |